# خودسوزی

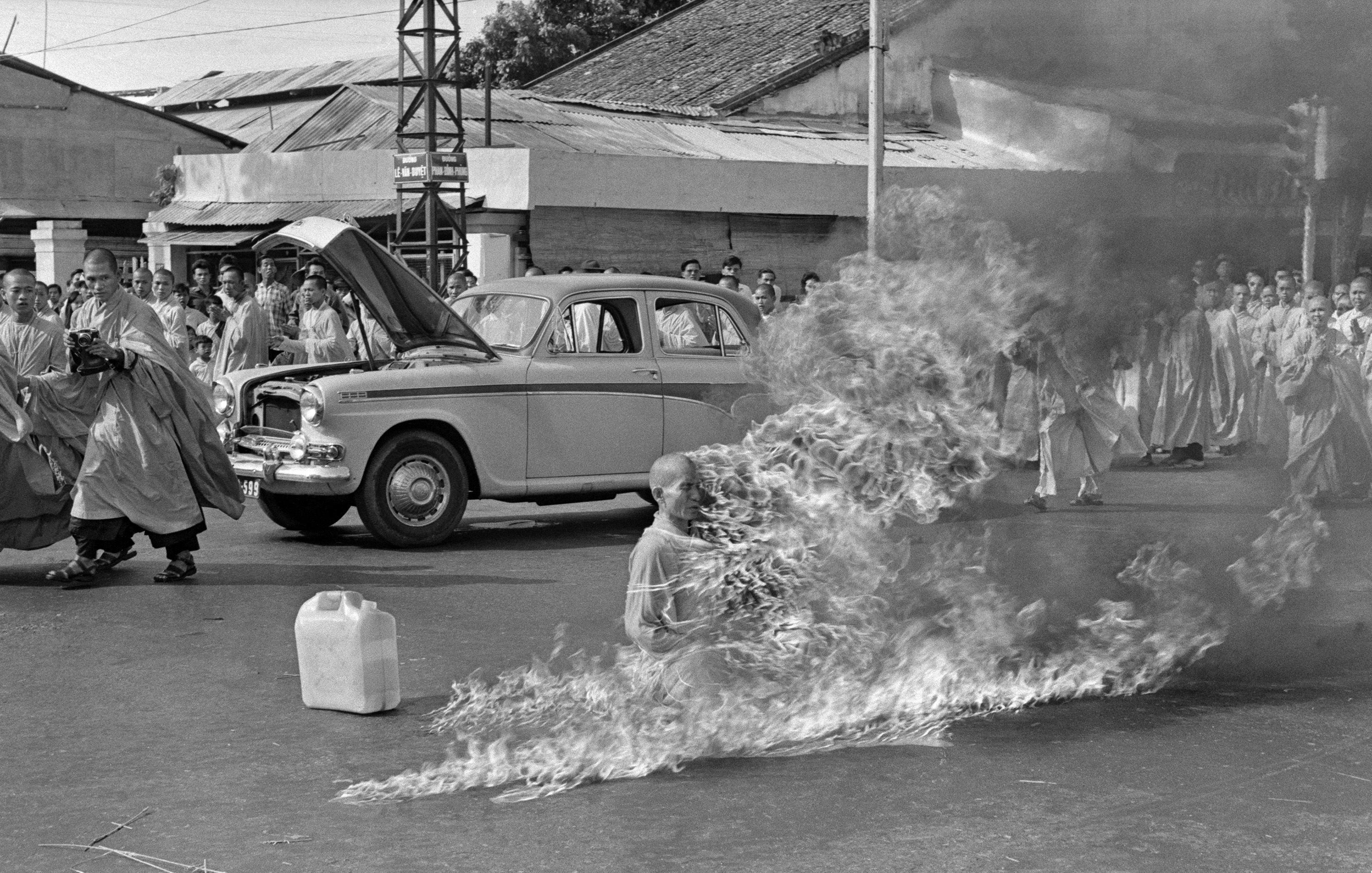
خودسوزی تچ کوانگ دوک در تاریخ ۱۱ ژوئن ۱۹۶۳ میلادی، در اعتراض به آزار و اذیت راهب‌های بودایی توسط دولت نگو دین دیم، در جاده شلوغی در سایگون. آرامش فوق‌العاده تچ کوانگ دوک در حین سوخته شدن، باعث جلب توجه بسیاری از رسانه‌های مهم جهان به این خودسوزی و اعتراضات راهب‌های بودایی به حکومت ویتنام جنوبی شد.

خودسوزی یکی از خشن‌ترین و دردناک‌ترین روش‌های خودکشی است و به دلیل زخم‌ها و عفونت‌های عمیق و پیچیده، میزان هلاکت با آن حتی از روش‌هایی چون حلق‌آویزی هم بیشتر است. امروزه استفاده از این روش برای خودکشی، در کشورهای پیشرفته رایج نیست اما در بخش‌هایی از آفریقا، آسیا و به‌ویژه هندوستان از این روش بسیار استفاده می‌شود.

## خودسوزی سیاسی
خودسوزی شکل نادر و الهام‌بخشی از اعتراض سیاسی و اجتماعی است. در برخی موارد همچون خودسوزی یان پالاخ یا محمد بوعزیزی باعث جرقه قیامی مردمی و تغییرات بنیادین سیاسی در کشورهایشان شدند. راهبان بودایی در اعتراض به سیاست‌های دولت چین در اشغال تبت، هرساله اعتراض خود را به حاکمیت ۶۰ ساله چین با موجی از خودسوزی‌ها نشان می‌دهند. یونس عساکره شهروند عرب ایرانی در مارس ۲۰۱۵ به‌دلیل آنکه شهرداری خرمشهر دکه میوه‌فروشی او را مصادره کرد، در مقابل ساختمان شهرداری آن شهر خودسوزی کرد.

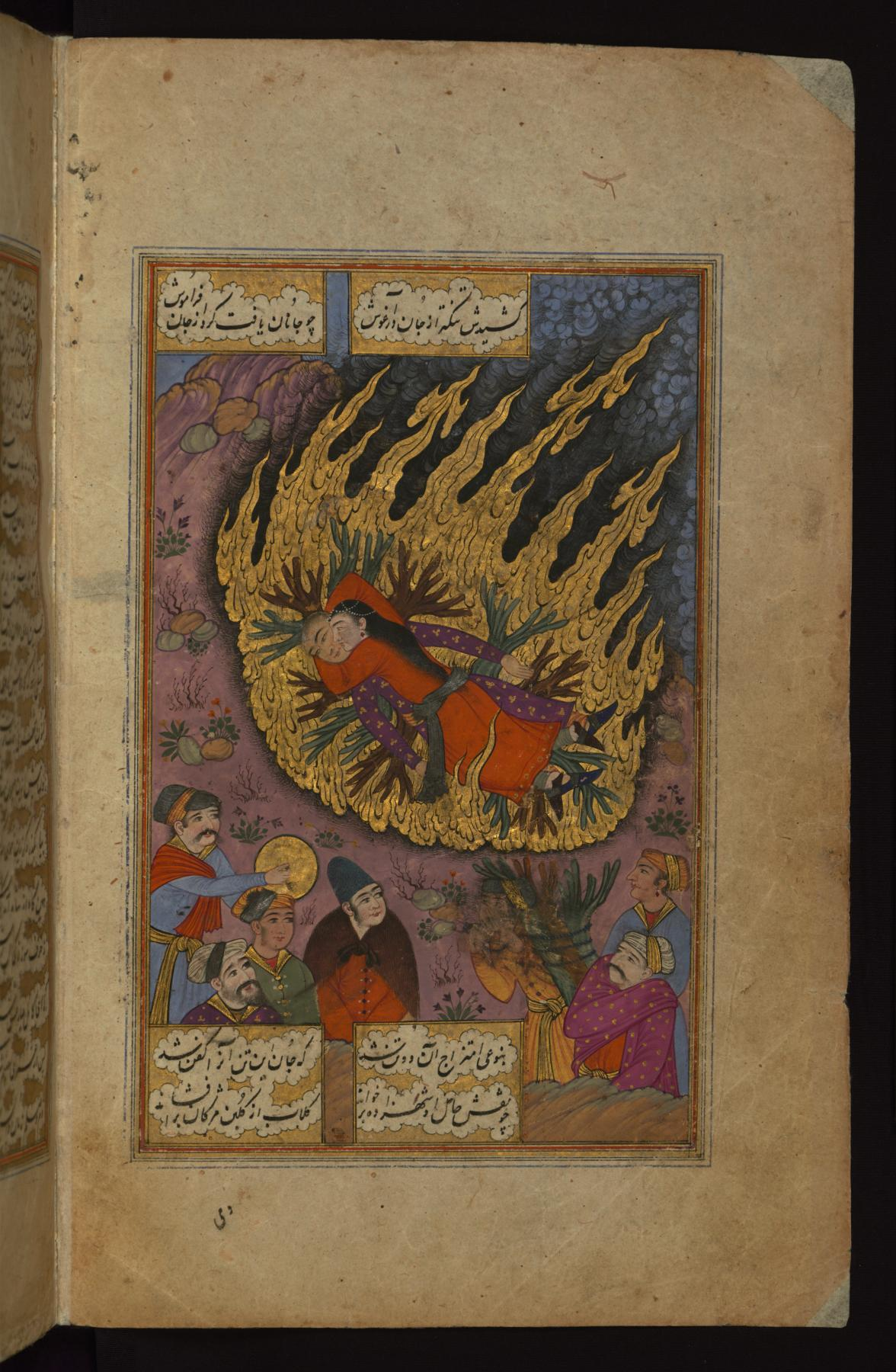
نقاشی هندی مربوط به سدهٔ هفدهم میلادی که زن هندی را در حال خودسوزی پس از مرگ شوهرش نشان می‌دهد (رسم ساتی)

### در ایران
خودسوزی در غرب و شمال غرب ایران هم رایج است. بر پایهٔ گزارش سازمان پزشکی قانونی ایران در سال ۱۳۸۰ خورشیدی، از افراد درگذشته از خودکشی، خودسوزی مهم‌ترین روش خودکشی در میان زنان بوده‌است (۶۹٫۲۹٪). همین گزارش بالاترین درصد خودکشی مردان با روش خودسوزی را ۴۷٪ در استان یزد و بالاترین درصد خودکشی زنان با این روش را ۹۴٫۴٪ در استان بوشهر اعلام کرده‌است. نظرزاده و همکاران با مطالعهٔ فراتحلیل ۱۹ پژوهشِ انجام‌شده در دو دههٔ قبل از خرداد ۱۳۹۱ خورشیدی که شامل ۲۲۴۹۸ مورد اقدام به خودکشی می‌شده‌است (با کنار گذاشتن پژوهش‌هایی که تنها خودکشی‌های منجر به مرگ را بررسی کرده بوده‌اند)، نتیجه گرفته‌اند که به‌طور کلی در میان روش‌های فیزیکی خودکشی در ایران، خودسوزی با شیوع ۱۳٪ رایج‌ترین روش است. مطالعهٔ آن‌ها نشان داده‌است که بیشترین شیوع خودسوزی به‌ترتیب در استان‌های کهگیلویه و بویراحمد (۴۸٪)، ایلام (۲۸٪)، و خراسان جنوبی (۱۰٪) بوده‌است. به‌گفتهٔ نظرزاده و همکاران، اگرچه خودکشی به‌وسیلهٔ خودسوزی در ایران از کشورهایی مانند هند (۴۰٪)، سریلانکا (۲۴٪)، و مصر (۱۷٪) کمتر است ولی شیوع خودسوزی در ایران از کشورهای آفریقایی چون زیمبابوه (۱۱٪) و آفریقای جنوبی و همچنین کشورهای اروپایی چون آلمان بیشتر است. پژوهش نظرزاده و همکاران نشان داده‌است که بدون در نظر گرفتنِ مسمومیت، به‌طور کلی زنان و مردان ایرانی از روش‌های خشنی برای خودکشی استفاده می‌کنند (در مطالعهٔ آن‌ها: خودسوزی، حلق‌آویزی، سلاح گرم) که شیوع این روش‌های خشن در استان‌های غربی و جنوب شرقی کشور بیشتر است.

## افراد سرشناس خودسوزی‌کرده
ایرانی:
- هما دارابی
- دختر آبی
- یونس عساکره

خارجی:
- تچ کوانگ دوک
- محمد بوعزیزی
- یان پالاخ
- آرتین پنیک
- واسیل ماکوخ
- ریشارد شیویتس